# Floreal (ort)
Floreal är en ort i Brasilien.   Den ligger i kommunen Floreal och delstaten São Paulo, i den södra delen av landet, 600 km söder om huvudstaden Brasília. Floreal ligger 514 meter över havet och antalet invånare är 3 003.
Terrängen runt Floreal är huvudsakligen platt. Floreal ligger uppe på en höjd. Närmaste större samhälle är Nhandeara, 11,0 km öster om Floreal.
Omgivningarna runt Floreal är en mosaik av jordbruksmark och naturlig växtlighet. Runt Floreal är det ganska glesbefolkat, med 22 invånare per kvadratkilometer.